# Of Monsters and Men
Az Of Monsters and Men egy izlandi öttagú zenekar, amely 2010-ben alakult. A tagjai Nanna Bryndís Hilmarsdóttir (ének és gitár), Ragnar "Raggi" Þórhallsson (gitár), Brynjar Leifsson (gitár), Arnar Rósekranz Hilmarsson (dob) és Kristján Páll Kristjánsson (basszusgitár). A zenekar megnyerte a Músíktilraunirt 2010-ben, amely egy évente megrendezett zenei verseny Izlandon. 2011-ben az Of Monsters and Men kiadott egy EP-t (extended play), az Into the Woodsot. Karrierjüket a 2011-ben kiadott My Head Is an Animal album indította be, ami első helyet ért el a slágerlistán Ausztráliában, Izlandon, Írországban és az alternatív és rocklistákon. Az album hatodik helyet ért el a Billboard listán, harmadik lett Angliában, és benne volt a legjobb húszban az európai és kanadai listákon. Az album fő dala, a Little Talks hatalmas siker volt, benne volt a top tízben az európai listákon, valamint Izlandon és Írországban első lett, és az amerikai Alternative Songs listán is a legjobb lett.
A zenekar 2013-ban megnyerte a European Border Breakers Awards-ot.

## Történet

### Megalakulás és a korai évek (2009-2010)
A zenekar története 2009-ben kezdődött, amikor Nanna Bryndís Hilmarsdóttir, akinek már voltak egyéni projektjei, például a Songbird úgy döntött, hogy több emberrel közösen szeretne zenélni. Of Monsters and Men benevezett a 2010-es Músiktilraunirbe, egy évente megrendezett izlandi zenei versenybe, egy kvártettként, aminek Nanna (ének, akusztikus gitár), Brynjar (elektromos gitár), Raggi (vokál, melodika, xilofon) és Arnar (vokál, melodika, xilofon, csörgődob) voltak a tagjai. Raggi kezdte el a zenekart Of Monsters and Mennek hívni, és mindenkinek nagyon tetszett ezért rajtuk ragadt.
Músiktilraunir után a zenekarhoz még két tag csatlakozott, Árni (szintetizátor, vokál) és Kristján (basszus gitár, vokál), elkezdtek turnézni Izlandon, és új dalokon dolgoztak. A zenekart 2010-ben meghívták az Iceland Airwaves fesztiválra, és itt készült egy koncertfelvétel a Little Talksról a KEXP által.

### My Head Is an Animal (2011-2013)
A zenekar leigazolt a Record Recordshoz 2011 februárjában az első albumuk kiadásához. 2011 márciusában elmentek a Studio Syrlandhoz, Reykjavíkba, hogy felvegyék és kiadják az albumot. 2011 augusztusában a philadelphiai poprádió elkezdte játszani a Little Talksot, ami elindította a zenekart a világhír felé. A berobbantó albumuk, a My Head Is an Animal Izlandon, 2011 szeptemberében került nyilvánosság elé, és maga az album és a fő dal rajta, a Little Talks is első helyet ért el a toplistákon.
Izlandi siker és a növekvő hírnévnek köszönhetően a zenekar átigazold a Universalhoz, hogy a debütáló albumukat a világon mindenhol bemutassák. A zenekar 2011. december 20-án kiadta a középalbumukat, az Into the Woods-ot, amin a négy legsikeresebb számuk volt, valamint 2012. április 3-án robbant be az USA-ba a My Head Is an Animal
A zenekar előadott a Newport Folk fesztiválon 2012. július 29-én, az Osheaga fesztiválon, Montreálban 2012. augusztus 3-án, majd a Lollapaloozán, Chicagoban 2012. augusztus 5-én. Több turnét tartottak Európában, többek között Írországban, Németországban, Olaszországban és Svédországban. Of Monsters and Men előadta a Mountin Sound dalukat az akkor alakult PBS dalfesztiválon. Nem sokkal később Árni Guðjónsson kilépett a zenekarból és visszament tanulni.
Ragnhildur Gunnarsdóttir trombitás csatlakozott a zenekar 2012-es turnéjához, de a zenekar nem akarta, hogy véglegesen csatlakozzon.
Of Monsters and Man előadta a Little Talksot és a Mountain Soundot a 2013. május 3-ai Saturday Night Live-on és az első Boston Calling zenei fesztiválon május 26-án. A zenekar előadott a T in the Parkon is 2013 júliusában, ami Skócia legnagyobb zenei fesztiválja, felléptek a brazil és a chilei Lollapaloozán is, valamint játszottak a 2013-as Coachellán. A Little Talksot megválasztották a Triple J Hottest 100 versenyen másodiknak, ami egy hatalmas kitüntetés Ausztráliában. 2013 júniusában felléptek a Bonnaroo zenei fesztiválon és a Glastonbury fesztiválon is, majd júliusban az Optimus Alive! Fesztiválon Lisszabonban, ami Európa egyik leghíresebb fesztiválja.
A Dirty Paws című számuk, amiből az album neve is ered, a 2013-as Walter Mitty titkos élete film előzetesének aláfestő zenéje volt, és szintén feltűnt az Iphone 5 2012-es bemutató videójában. Közreműködtek Az éhezők viadala filmzenéjének a megalkotásában, és a Sinking Man felhangzott a Walking Dead sorozat egyik epizódjában.

### Beneath the Skin (2014-2017)
A zenekar elkezdett egy új albumon dolgozni 2013 augusztusában. Egy 2014. május 6-án bemutatott beszélgetésben Nanna bejelentette, hogy az album kiadása már közeleg, de még nem állapodtak meg egy végleges dátumban. A hivatalos felvételt 2014. november 3-án kezdték, és egy meghallgatásnál a zenekar elmondta, hogy még egy stúdió albumot ki fognak adni, de címet még adtak neki ekkor. A zenekar kirakott egy teaser videót az album első daláról, a Crystals-ról. 2015. március 16-án rakták ki a videót a számok sorrendjével és még pár részlettel a következő albumukról, a Beneath the Skinről, amit június 8-án mutattak be. Az album zenei hátterét Leif Podhajsky készítette el.
2015 májusában a zenekar bejelentette a következő turnéjuk időpontjait, amin a Beneith the Skint promotálták. A turné észak-amerikai része 2015. augusztus 5-től október 17-ig tartott.
A Thousand Eyes című számuk szerepelt a Marvel egyik Netflix sorozatának, a Jessica Jonesnak a reklám videójában. A zenekar megjelent Az ajtó és a Vér a véremből Trónok harca epizódokban, mint színpadi énekesek.
A zenekar részt vett a 2016-os Coachellán, ezen kívül előadtak Mailában, a Fülöp-szigeteken, ahol az utolsó számként a Yellow Lightot adták elő. 2016 novemberében az Eleanor Rigby általuk átírt változata szerepelt a Beat Bugs egyik epizódjában. 2017. május 21-én egy Instagram képük alá azt írták, hogy elkezdték megcsinálni a harmadik albumukat. 2017 októberében 1 milliárd Spotify lejátszást ért el, ők voltak az első izlandi zenekar, akiknek ez sikerült.

## A zenekar tagjai
- Nanna Bryndís Hilmarsdóttir – ének, gitár, zongora (2010–máig)
- Ragnar Þórhallsson – ének, gitár, melodika, xilofon – (2010–máig)
- Brynjar Leifsson – gitár, melodika, csörgődob, vokál (2010–máig)
- Kristján Páll Kristjánsson – basszus gitár, csörgő, vokál (2010–máig)
- Arnar Rósenkranz Hilmarsson – dob, ütőhangszerek, melodika, xilofon,  harmonika, szintetizátor, zongora, akusztikus gitár, vokál (2010–máig)

### Korábbi tagok
- Árni Guðjónsson – harmonika, zongora, orgona, szintetizátor, vokál (2010–2012)

### Turné tagok
- Ragnhildur Gunnarsdóttir – trombita, harmonika, szintetizátor, zongora, dob, csörgődob, vokál (2010–máig)
- Steingrimur Karl Teague – zongora, szintetizátor, harmonika, vokál (2012–máig)
- Bjarni Þór Jensson – gitár, ütőhangszerek, szintetizátor (2015–máig)
- Sigrún Kristbjörg Jónsdottir – harsona, ütőhangszerek, harmonika (2015–máig)

## Fordítás
Ez a szócikk részben vagy egészben  az   Of Monsters and Men című angol Wikipédia-szócikk ezen változatának fordításán alapul.  Az eredeti cikk szerkesztőit annak laptörténete sorolja fel. Ez a jelzés csupán a megfogalmazás eredetét és a szerzői jogokat jelzi, nem szolgál a cikkben szereplő információk forrásmegjelöléseként.